# Лі Міллер

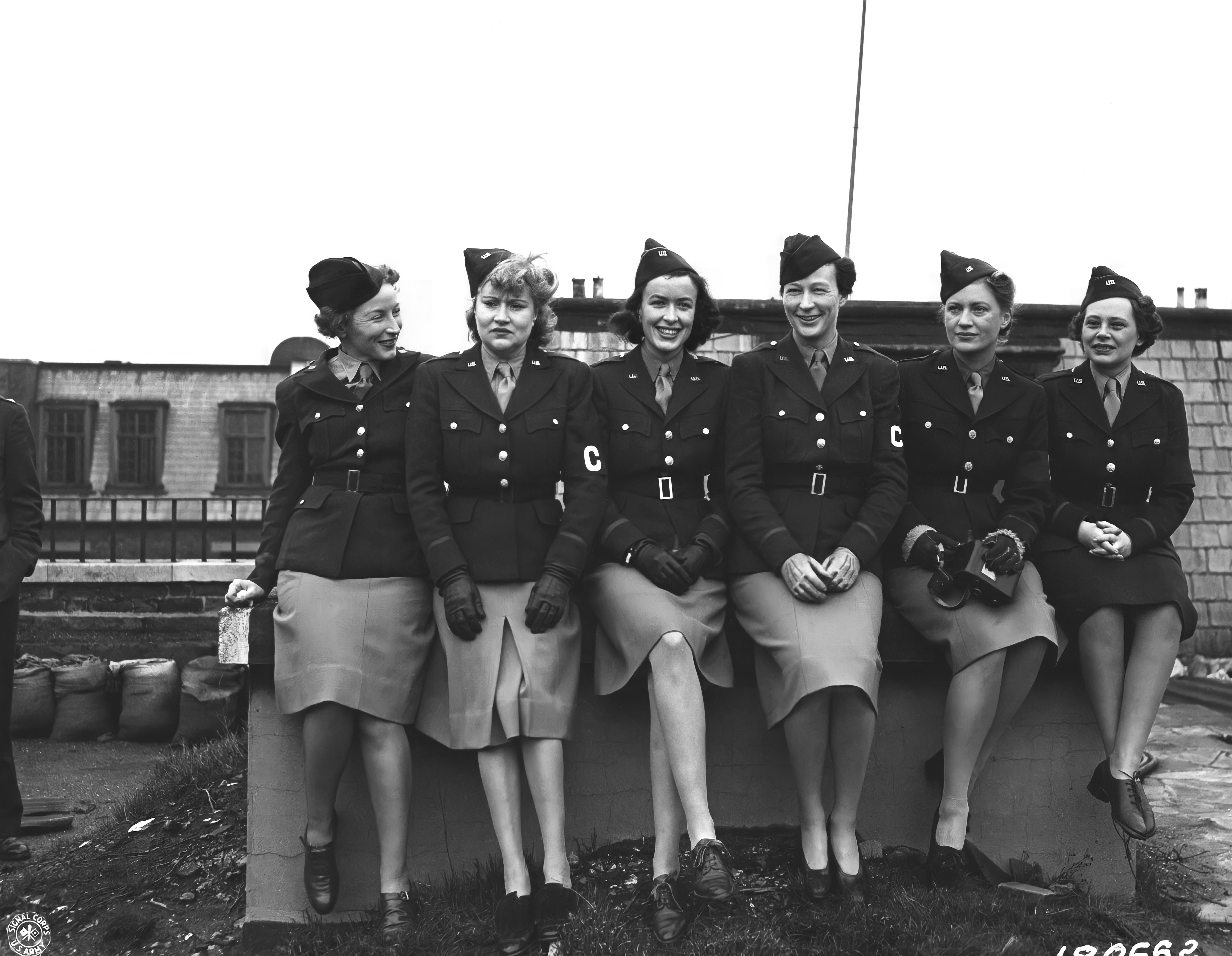
Американські військові кореспондентки; Лі Міллер — друга праворуч, крайня зліва — Мері Велш. 1943

Лі Міллер (англ. Lee Miller, повне англ. Elizabeth Miller, 1907–1977) — американська модна фотографка, фотомодель, військова кореспондентка. Знімала звільнення Дахау та Освенціму, перше застосування напалму при облозі Сен-Мало.

## Біографія і творчість
Дочка інженера, винахідника, фотографа-любителя. Батько знімав Лі, коли їй ще не було й 10 років, так сформувався її інтерес до фотографії. 
У 1920-х Лі Міллер стала модною фотомоделлю у Нью-Йорку. Знімалася в Едварда Стайхена. Один із знімків був використаний в рекламі менструальних тампонів Kotex, що викликало скандал.
У 1929 році Міллер переїхала в Париж, стала асистенткою і моделлю Мана Рея. Почала фотографувати сама, деякі фотографії Рея цього періоду насправді виконала Лі Міллер. Разом з Реєм застосовувала техніку соляризації. Стала активною учасницею сюрреалістичного руху, зблизилася з Пікассо (він написав її портрет, 1937), Елюаром, Кокто, знялася у вигляді статуї у фільмі Кокто «Кров Поета» (1930).
У 1932 році повернулася у Нью-Йорк, продовжила заняття фотографією, відкрила власну студію. Серед її робіт цього часу — портрети Джозефа Корнелла.
В 1934 році одружилася з єгипетським підприємцем Азіз Беєм, переїхала в Єгипет. У 1937 кинула чоловіка і повернулася в Париж, де зустріла англійського художника Роланда Пенроуза.
Під час Другої світової війни була фотожурналісткою, працювала для журналу Vogue. Була акредитована як військова кореспондентка, знімала висадку союзників, перше застосування напалму при облозі Сен-Мало, звільнення Парижа, таборів Бухенвальд і Дахау.
Після війни стала переживати жорстокі напади посттравматичного синдрому, почала пити. У 1947 році розлучилася з Азіз Беєм, одружилася з Н. Пенроузом, народила сина Ентоні. У 1949 подружжя купило ферму у Сассексі. Тут гостювали Пабло Пікассо (з яким Лі Міллер дружила), Ман Рей, Генрі Мур, Жан Дюбюффе, Дороті Таннінг, Макс Ернст та інші.
Після створення у 1947 році агентства Магнум Лі Міллер стала однією з його перших членів. Але картини війни, про які вона майже ніколи не говорила, не полишали її.
Лі Міллер померла від раку у віці 70 років.